# 吾川村
吾川村（あがわむら）は、高知県の北部、吾川郡にあった村である。
2005年8月1日、吾川郡池川町および高岡郡仁淀村と合併し、仁淀川町となり消滅した。

## 地理

### 隣接していた市町村
- 高知県
  - 吾川郡池川町
  - 高岡郡越知町、仁淀村
- 愛媛県
  - 上浮穴郡久万高原町

## 歴史
- 1955年（昭和30年）2月1日 - 大崎村・名野川村が合併して発足[1]。
- 1955年（昭和30年）11月1日 - 高岡郡仁淀村の一部（大字本村・加枝）を編入[1]。
- 2005年（平成17年）8月1日 - 高岡郡池川町・仁淀村と合併して仁淀川町が発足。同日吾川村廃止。

## 交通

### 鉄道
町内を鉄道路線は走っていない。最寄り駅は、JR四国土讃線佐川駅。

### 一般国道
- 国道33号
- 国道439号